# Under the Skin
Under the Skin is een Brits-Zwitserse film uit 2013, geregisseerd door Jonathan Glazer en gebaseerd op het gelijknamige boek van Michel Faber uit 2000.

## Verhaal
Een motorrijder (Jeremy McWilliams) haalt een beweegloze jonge vrouw (Lynsey Taylor Mackay) van de kant van de weg en plaatst haar in een busje, waar een naakte vrouw (Scarlett Johansson) haar kleren aandoet. Na nieuwe kleren en make-up te hebben gekocht rijdt de vrouw door Schotland, op zoek naar mannen. Ze lokt een man naar een vervallen huis. Wanneer hij zich ontkleedt en de vrouw een zwarte leegte in volgt zakt hij weg door de vloeibare vloer.
Op een strand probeert de vrouw een zwemmer (Kryštof Hádek) te strikken, maar ze wordt onderbroken door het geschreeuw van een koppel dat dreigt te verdrinken. De zwemmer redt de man, maar deze rent terug het water in om zijn vrouw te helpen en beiden verdrinken. De vrouw slaat de uitgeputte zwemmer met een steen op zijn hoofd en sleept hem naar het busje. Ze rijdt weg, de baby van het koppel achterlatend. Later die nacht haalt de motorrijder de eigendommen van de zwemmer van het strand, eveneens zonder aandacht te besteden aan de baby die daar nog steeds zit. De volgende dag luistert de vrouw naar een radioverslag over de vermiste familie.
De vrouw strikt een nieuwe man (Paul Brannigan) in een nachtclub. Hij volgt haar in het huis de leegte in en verdwijnt in de vloeistof. Onder de oppervlakte ziet hij het naakte lichaam van de zwemmer naast zich, levend maar opgeblazen en nagenoeg onbeweeglijk. Wanneer hij hem aanraakt zakt het lichaam van de zwemmer in elkaar. Een rode massa vloeit weg door een trog.
De vrouw verleidt een eenzame man met een misvormd gezicht (Adam Pearson), maar laat hem gaan na zichzelf te hebben bekeken in een spiegel. De motorrijder onderschept de man en stopt hem in de kofferbak van een auto. Hij zet vervolgens met drie andere motorrijders de achtervolging in op de vrouw.
De vrouw laat het busje achter in de mist van de Schotse Hooglanden. In een restaurant probeert ze een stuk taart te eten, maar ze kokhalst en spuugt het uit. Bij een bushalte ontmoet ze een man (Michael Moreland), die aanbiedt haar te helpen. Bij hem thuis bereidt hij een maaltijd voor en kijken ze televisie. In haar kamer bekijkt ze haar naakte lichaam in een spiegel. De twee bezoeken de ruïnes van een kasteel, waar de man haar over een plas draagt en haar van een trap af helpt. Terug bij hem thuis zoenen ze en maken ze aanstalten seks te hebben, maar de vrouw stopt en onderzoekt haar geslachtsdelen.
Zwervend door een bos loopt de vrouw een houthakker (Dave Acton) tegen het lijf en zoekt beschutting in een bothy. Als ze wakker wordt merkt ze dat de houthakker haar probeert aan te randen. Ze rent de wildernis in, maar hij grijpt haar en probeert haar te verkrachten. Hij scheurt haar huid, waaronder zich een zwart lichaam bevindt. Als de vrouw zich van haar huid ontdoet gooit de man brandstof over haar heen en steekt haar in brand.

## Achtergrond
Regisseur Jonathan Glazer wilde aanvankelijk na zijn eerste film, Sexy Beast (2000), reeds een filmbewerking maken van Under the Skin, maar startte er pas mee na het voltooien van zijn tweede film, Birth (2004). Oorspronkelijk produceerden Glazer en zijn co-writer Walter Campbell een scenario over twee aliens die zich vermomden als boeren. Brad Pitt zou de man spelen, maar omdat het auditieproces te traag ging, besloten ze uiteindelijk het perspectief van een vrouwelijke alien op de menselijke wereld weer te geven.
De meeste personages in de film worden gespeeld door niet-professionele acteurs. Veel van de scènes waarin het personage van Scarlett Johansson mannen oppikt, waren niet op voorhand geschreven dialogen en werden gefilmd met een verborgen camera. De motorrijdende alien werd gespeeld door kampioenrijder Jeremy McWilliams. Een rijder op wereldniveau was noodzakelijk, vanwege de moeilijkheidsgraad van het met hoge snelheden in slechte weersomstandigheden rijden op een motor.